# Дзукки, Никколо
Никколо́ Дзу́кки или Цу́кки  (итал. Niccolò Zucchi; 6 декабря 1586, Парма — 21 мая 1670 , Рим) — итальянский иезуит, проповедник, учёный, астроном, физик. Профессор математики.
Считается, что Никколо Дзукки вместе с Даниэлло Бартоли, одним из первых 17 мая 1630 года, обнаружил экваториальные пояса на планете Юпитер, а в 1640 году сообщил о наблюдении тёмных пятен на Марсе.

## Биография
Родился в благородной семье, принадлежавшей к местной аристократии. Обучался в иезуитском колледже в Парме. Позже, продолжил изучать риторику в Пьяченца, затем вернулся в Парму для обучению богословию. В 1602 году вступил в Общество Иисуса, и после завершения новициата был учителем математики, теологии и риторики в Риме и Равенне. Позднее получил титул папского проповедника в Риме.
Высоко ценимый, как учёный иезуит, имел нескольких могущественных покровителей, которые жертвовали средства на его исследования. В числе его покровителей были герцог Пармский Рануччо II Фарнезе, а также эрцгерцог Леопольд, позже император Священной Римской империи.
Был проповедником в течение двадцати лет (1626—1646) и ректором иезуитского колледжа в Риме с 1646 по 1649 год. Первый ректор колледжа Равенны (1622—1623), исповедник кардинала Орсини и папский легат в Романье. Был также ректором общины пенитенциарных учреждений базилики Св. Петра и Проповедника Иисуса.
В 1623 году Никколо Дзукки, будучи папским легатом, принял участие в посольстве ко двору императора Священной Римской империи Фердинанда II. Там он встретил математика и астронома И. Кеплера, который в то время был придворным имперским математиком, и с которым обсуждал религиозные вопросы. Кеплер поощрял интерес Никколо Дзукки к астрономии. Вернувшись в Италию, он постоянно переписывался с Кеплером по предмету своих исследований и даже отправил ему телескоп, построенный им.

## Научная деятельность
Никколо Дзукки интересовали прежде всего точные науки, в первую очередь, астрономия, математика, устройство машин и приспособлений. Занимался исследованиями в области магнетизма, созданием барометров.
Доказал, что люминофоры генерируют свет, а не фокусируют его.
Особой страстью учёного была астрономия. Уже в 1616 году он построил и описал один из первых в мире зеркальных телескопов. Он взял вогнутое бронзовое зеркало, поместил в его фокус вогнутую линзу и не увидел ровно ничего. В принципе это устройство могло сработать, будь у Дзукки зеркало хорошей шлифовки, но таких ещё просто не существовало. Его телескоп имел довольно примитивную конструкцию и не обеспечивал хорошей картинки. Тем не менее, Никколо Дзукки успешно использовал его для наблюдения за поверхностью Марса, в результате чего в 1620 году подробно описал эту планету.
Даниэлло Бартоли в 1682 году написал его биографию.

### Избранные труды
- Nova de machinis philosophia,[5] Рим, 1646.
- Optica philosophia experimentis et ratione a fundamentis constituta (1652-56)

## Память
- В честь Никколо Дзукки назван один из лунных кратеров — Zucchius, расположенный к юго-юго-западу от кратера Сегнер.